# Football Club Cantonal Neuchâtel
Cette page concerne le FC Cantonal Neuchâtel, fondé en 1906 et fusionné avec le FC Xamax en 1970. Pour  les clubs précédents, voir FC Neuchâtel ou FC Vignoble, pour le club suivant, voir Neuchâtel Xamax et pour le club actuel, voir Neuchâtel Xamax FCS
Le FC Cantonal Neuchâtel est un club de football suisse, ayant existé entre 1904 et 1969.

## Histoire
Il a été créé le 4 septembre 1906, par la fusion du FC Vignoble et du FC Neuchâtel. Il fut longtemps l’utilisateur du stade de la Maladière. Dans les années 1960, le club joue en Ligue nationale A et est finaliste une fois de la Coupe de Suisse de football.
Un joueur du FC Cantonal, Francis Blank, a eu la particularité de jouer au football durant la belle saison, puis au hockey sur glace durant l’hiver, avec un autre club neuchâtelois qui évoluait en Ligue nationale A, les Young Sprinters.
Le 30 juin 1969, Cantonal abandonne son nom pour devenir Neuchâtel-Sports qui, le 16 juin 1970, devient Neuchâtel Xamax FC en fusionnant avec le FC Xamax.

## Palmarès
- Championnat de Suisse :
  - 1 victoire : 1916

- Coupe de Suisse:
  - 1 finale perdue : 1950

### Parcours
| - 1899-1905 : Championnat de Suisse D1 - 1906-1931 : Championnat de Suisse D1 - 1941-1948 : Championnat de Suisse D1 - 1948-1950 : Championnat de Suisse D2 - 1950-1951 : Championnat de Suisse D1 - 1951-1961 : Championnat de Suisse D2 - 1962-1963 : Championnat de Suisse D2 - 1963-1964 : Championnat de Suisse D1 - 1964-1966 : Championnat de Suisse D2 |

## Personnalités du club

### Joueurs
| - André Abegglen - Max Abegglen - Bernard Boss - André Daina - Rudolf Gyger l Ruedi Gyger | - Fernand Jaccard - Raymond Morand - Numa Monnard - Georges Perroud - Peter Ramseier | - Branko Rezar - Willi Steffen - Ely Tacchella - Denys de Blaireville - Michel Ritschard - André Frey |